# Arnaud Chassery
Arnaud Chassery, né le 31 mars 1977 à Joigny (Yonne), est un explorateur français, spécialiste de nages longues distances. Il totalise 5 traversées de la Manche, dont 3 en solitaire, 2 fois le détroit de Gibraltar et a relié les 5 continents à la nage. Titulaire d'un brevet d'état d'alpiniste, il a gravi 3 fois le Kilimandjaro avec des personnes en situation de handicap. Il est également conférencier, consultant, auteur, organisateur d’expéditions.

## Biographie
Arnaud Chassery grandit dans l'Yonne où il fait son baptême de plongée à l'âge de quatre ans. Fasciné et attiré par l'eau, il nage en mer dans la baie de Wissant (Pas-De-Calais) où réside une partie de sa famille. À l'âge de vingt ans, il se découvre une nouvelle passion : la montagne. Il s’installe dans les Pyrénées Orientales et obtient un brevet d'état d'alpiniste.
En 2006, il revient travailler dans l’entreprise familiale en tant que Directeur Commercial. Il fait en effet partie de la 5e génération de la fabrique des Meubles Chassery, près de Joigny dans l'Yonne.
En 2008, il crée l'association Alopias, (du nom du requin-renard) reconnue d'intérêt général. L'organisation agit sur trois thématiques : le handicap, l'environnement et la conservation du patrimoine.
Il devient en 2015 membre de la société des explorateurs français. Il se consacre alors à sa passion et organise des défis sportifs et des expéditions solidaires. Depuis 2021, il développe avec son épouse Isabelle Chassery le programme "Handi'Cap sur l'aventure". 
En 2024, Arnaud et Isabelle créent l'association Ocean Tree Environnement, et fondent une ressourcerie dans les locaux de l'ancienne fabrique de meubles Chassery au lieu dit le Chemineau, à Chamvres. Depuis 1932 et l'arrivée des arrière-arrière-grands parents d'Arnaud, ce lieu d'exploitation aura été successivement un moulin, une scierie, une fabrique de boite à munitions, une fabrique de meubles pour devenir aujourd'hui un tiers lieu regroupant des activités liées à l'économie sociale et solidaire. 

## Défis sportifs et expéditions
Les 29 et 30 août 2008, après deux ans de préparation, il réalise la traversée de la Manche à la nage sans combinaison ni palmes en 16h38 min pour un total de 64 km.
En 2010, il traverse le détroit de Gibraltar à la nage sans combinaison ni palmes en 4h04 min pour un total de 20 km (performance validée par l'Acneg),.
En 2012, il décide avec son ami Philippe Croizon, aventurier amputé des 4 membres, de relier les cinq continents à la nage en 100 jours. Les deux hommes se rendent sur les 5 continents et partent à la rencontre des populations et donnent une série de conférences. Leur message est de démontrer qu'une personne en situation de handicap peut réaliser les mêmes choses qu'un valide. L'expédition, nommée Nager au-delà des frontières, comprend quatre traversées :
- Océanie - Asie entre le village de Wutung en Papouasie-Nouvelle-Guinée et le village de Skouw Mabo en Indonésie, via l'océan Pacifique. Distance parcourue : 17,20 km, en 7h35.
- Afrique - Asie entre Taba en Égypte et Aqaba en Jordanie, via la Mer Rouge. Distance parcourue : 17 km, en 5h25.
- Europe - Afrique entre Tarifa en Espagne et Punta Cirès au Maroc via le détroit de Gibraltar. Distance parcourue : 17 km, en 5h20.
- Amérique - Asie entre la Petite Diomède en Alaska et la Grande Diomède en Sibérie via le détroit de Béring. Distance de nage parcourue : 4 km, en 1h15.

Les deux hommes concluent ainsi leur défi le 18 août 2012 et lancent le programme "Nager au delà des frontières" afin de dispenser des conférences autour du handicap et du dépassement de soi dans les établissements scolaires et au sein des entreprises.
En octobre 2017, il accompagne Yann Jondot, maire paraplégique de Langoëlan, dans le projet Un sommet pour une rampe. L'expédition composée de 11 Français, 42 porteurs, 5 guides et 2 cuisiniers tanzaniens réalise l'ascension du Kilimandjaro avec une joëlette (fauteuil tout terrain mono-roue qui permet la pratique de la randonnée à toute personne à mobilité réduite),,. À la suite de l'expédition, Yann Jondot sera nommé Ambassadeur à l'accessibilité par la secrétaire d’État chargée des personnes handicapées Sophie Cluzel.
Le 2 août 2018, l’équipe de "l'association Alopias" composée d'Arnaud Chassery, Sylvain Berthomeau, Frédéric Constanda et Jacques Deutsch réalise la traversée de la Manche à la nage en relais en 11h55,.
Le 2 juillet 2019, il réalise sa deuxième traversée de la Manche à la nage en solo sans combinaison ni palmes en 14h21.
Le 7 aout 2020, il réalise le premier relais français en duo sans combinaison avec Nino Fraguela sur la traversée de la Manche à la nage en 12h43,
En 2020, il organise le premier Défi des 2 Caps, appelé aujourd’hui, Cap 2 Cap. Le challenge qui a lieu tous les ans de mai à octobre a été inauguré par Brigitte Bourguignon, ministre déléguée chargée des solidarités et de la santé. Le défi Cap 2 Cap est une traversée à la nage aller-retour entre le Cap Gris-Nez et le Cap Blanc-Nez, soit 30km à la nage. Ce défi sportif est nommé : "La Manche avant la Manche" et permet de préparer les concurrents à la Traversée de la Manche à la nage, considérée comme l'Everest de la natation.
Ce sont les nageurs en situation de handicap de l'académie Philippe Croizon et Philippe Croizon lui-même qui ont inaugurés ce défi, le 26 août 2020 en se relayant toutes les 30 minutes. Arnaud Chassery nagea à leurs côtés pour parcourir les 30 km en 7h30. Aujourd’hui, des athlètes de haut niveau comme Léo Urban, appelé le « Tarzan français » et des nageurs de renom comme le marocain Hassan Baraka ont entrepris le challenge devenu réputé parmi les nageurs en eau libre.
Le 11 juillet 2022, Arnaud Chassery réalise sa troisième traversée de la Manche à la nage en solo sans combinaison ni palmes en 17h17. À 2 miles nautique de l'arrivée, il est pris de violents spasmes musculaires à l'épaule et nage durant 3 heures à l’aide d'un seul bras. Balayé par les courants, il met plus d' 1h30 pour faire les 300 derniers mètres. Il arrive finalement à atteindre le Cap Gris Nez, ce qui lui permet de valider sa cinquième traversée de la Manche, dont la troisième en solitaire,.
En 2021, avec son épouse Isabelle, ils créent le programme d'expéditions "Handi'Cap sur l’aventure" :  
Par l'intermédiaire de l'association Alopias, le couple permet à des personnes en situation de handicap de vivre des aventures hors du commun afin de sensibiliser le grand public au handicap, au dépassement de soi et à la place accordée à la différence.  
- En novembre 2021, avec le projet "Handi'cap sur la Tanzanie" il accompagne Thomas, 26 ans, en situation de handicap atteint du syndrome de Charge (malvoyant et malentendant) à la rencontre des tribus Maasai, Hadzabe et Datoga.

- En décembre 2021, dans le cadre de la traversée "Tahiti Swimming Dream", et du projet "Handi'Cap sur la Polynésie », il accompagne 6 jeunes nageurs en situation de handicap de l' académie Philippe Croizon et Philippe Croizon afin de relier les 18km entre Tahiti et Moorea en 7h30[34]. Devant cet incroyable exploit, le Président de la Polynésie française, Edouard Fritch, a reçu à la Présidence, les jeunes nageurs de l’académie.

- En janvier 2022, il développe le programme "Handi'Cap sur l'Amazonie" en Guyane[35]. En pirogue, il remonte la rivière Oyapock jusqu'à la frontière Brésilienne dans le village de Camopi. Il est accompagné de l'ambassadeur national à l'accessibilité Yann Jondot[36] et du triple champion du monde de canoë kayak Cyrille Carré. L'objectif est de rencontrer les populations isolées en Guyane. Dans son équipe, une ophtalmologue et des opticiens de l'EPNAK réaliseront des prises de vues afin de livrer des lunettes aux personnes déficientes visuelles[37].
- En septembre 2022, il accompagne à nouveau Thomas, atteint du syndrome CHARGE, pour la deuxième édition d' "Handi'Cap sur l'Amazonie". Accompagné de son ami reporter d'aventure Quentin Furic, les trois hommes restent en immersion dans la forêt Amazonienne durant plusieurs jours[38].
- En octobre 2023, il organise la troisième édition "Handi'Cap sur l'Amazonie" pour l'Académie Philippe Croizon. Une traversée à la nage pour 7 jeunes en situation de handicap entre les îles du Salut et Kourou. La traversée est intitulée "Traversée de la Liberté" en référence au bagne des îles du Salut qui était réputé pour être l’un des plus durs et impossibles de s'en évader. Dreyfus, Seznec ou encore Papillon y ont séjourné. Après s'être relayés durant 7h31, les jeunes Académiciens ont touché terre à la pointe des Roches à Kourou. Accueillis dans la clameur et les danses traditionnelles propres à la Guyane, (avec notamment l'ancienne ministre Christiane Taubira et 300 collégiens de la commune de Soula), les jeunes ont pu récupérer des forces avant de vivre une autre aventure : une immersion de plusieurs jours dans la forêt amazonienne. Ils ont pu ainsi découvrir l'art de vivre dans cet environnement mythique et mystérieux, nager dans les criques ou encore visiter la communauté des Hmong[39],[40].
- Entre le 10 et juillet et le 7 août 2024, il réalise une double expédition[41] sur le toit de l’Afrique dans le cadre du programme « Handi’Cap sur le Kilimandjaro ». Un premier groupe composé de 8 élèves de 1ère, dont Lise, amputée d’une jambe et leurs encadrants du lycée Saint Jean XXIII de Reims réussirent l’ascension[42] notamment à l’aide d’une joëlette, fauteuil adapté pour les personnes à mobilité réduite. L’expédition est composée de 15 encadrants dont un médecin, 60 porteurs, 9 guides et 3 cuisiniers[43]. Un deuxième groupe, constitué de 13 personnes, parmi lesquelles 3 sont en situation de handicap dont 2 mineurs ; Lio malvoyante, Ewan hémiplégique et Lucas 24 ans, atteint de troubles autistiques. 50 porteurs, 6 guides, 2 assistantes guides, 3 cuisiniers et un médecin sont nécessaires pour conduire cette fois deux joëlettes au sommet du Kilimandjaro. Accompagné du reporter d’aventure Quentin Furic, Arnaud Chassery atteint le toit de l’Afrique pour la deuxième fois en 14 jours. Avec son équipe de Chaggas et grâce à une cohésion de groupe sans faille, 100 % des membres des deux expéditions réussirent à gagner le sommet, ce qui constitue une prouesse rare sur le Kilimandjaro[44]. Le programme d’expédition « Handi’Cap sur l’Aventure" incluant systématiquement des immersions dans les peuples autochtones, les membres des deux expéditions ont pu rencontrer les tribus Hadzabe, Datoga et partager ainsi leurs coutumes. Dans leurs bagages, les membres des deux équipes ont apporté 500 kg de matériel scolaire collecté par l’association Alopias qu’ils ont pu livrer dans des écoles Maasaï très reculées.
- En novembre 2024, dans le cadre du programme Handi'Cap sur l'aventure, il organise "Handi'Cap sur le Togo", une immersion au cœur de la population togolaise avec plusieurs chefs d'entreprises en accompagnant Thomas, jeune homme atteint du syndrome CHARGE. L'équipe rencontre notamment différentes associations liées au handicap. Un partenariat est conclu avec les autorités du pays afin d'acheminer du matériel paramédical.

## Divers
En 2008, il a participé aux Championnats du monde des Masters en eau libre à Perth (Australie) et obtient la 19e place du 3 000 mètres.
En 2010, il accompagne avec le nageur longue distance Jacques Tuset la traversée de la Manche de Philippe Croizon.
En 2011, il participe au Spi Ouest France sur un voilier monocoque avec Philippe Croizon.
Il participe en 2013 à un record du monde de plongée à Nemo33 en Belgique aux côtés de Paul Sobol, 86 ans, rescapé d’Auschwitz.
En 2013, il remonte l'Yonne sur un bateau écologique confectionné entièrement en matières recyclées.[pertinence contestée]
Le 21 août 2022, il accompagne la multichampionne du monde en eau glacée Marion Joffle lors sa traversée de la Manche, record de France féminin en prime (9h22).
Du 9 au 11décembre 2022, il participe pour la troisième fois aux championnats de France d'ice Swimming à Megève et obtient deux nouveaux titres sur les relais mixte aux côtés d’Aurore Bruzzo, Jean Delecluse et Romain Léthumier, sur le 4x250 m nage libre et le 4x50 m 4 nages avec en prime un deuxième record de France. Il obtient également une médaille de bronze sur 100 dos. Son premier titre était déjà dans un relais, le 4X50 brasse lors des championnats de France 2021 à Samoëns.
Le 23 janvier 2023, il réalise un nouvel exploit en nageant le Ice Mile dans le Lac Tislit au Maroc. Il nage 1609 mètres en 36 minutes sans combinaison dans une eau à 4,3 degrés à 2270 mètres d'altitude. Cette aventure est diffusée le 2 décembre 2023 sur TF1 dans le cadre d'un documentaire intitulé "Les secrets de l'eau guérisseuse",,.

## Publications
- À contre-courant, traverser la Manche à la nage - A la conquête de ses rêves, édité par Emmanuel Hussenet - Éditions Les Cavaliers de l'orage, 2012
- Plus fort la vie (co-auteur), Édition Arthaud, 2014

## Filmographie
- Nager au-delà des frontières, (co-auteur) film documentaire , 2012, diffusé dans l'émission Thalassa« Thalassa - Reportage : Nager au-delà des frontières », sur France3 (consulté le 24 octobre 2015) sur France 3. Avant-première diffusée à l'Unesco.
- Two Way - Don Quichotte de la Manche, film documentaire. Diffusé en 2019, 2020 et 2021 sur France Télévision[55],[56]
- Kilimandjaro, du sommet de l'Afrique au sommet de l'État - film documentaire. Diffusé en 2020 sur France Télévision[57],[58]
- La "Grande traversée" tiré de l'aventure "Handi'Cap sur la Polynésie", diffusé le 25 septembre 2022 sur France 3 dans l'émission Thalassa[59].
- Persévérance, grand format tiré de l'émission Free Spirits diffusé sur Canal + en 2023. Arnaud Chassery rencontre Léo Urban, l'homme Tarzan pour l'initier à l'eau froide, notamment en tentant le Cap 2 Cap[60].
- Les secrets de l'eau guérisseuse, reportage diffusé le 2 décembre 2023 sur TF1[61].
- Handi'Cap sur le Kilimandjaro, documentaire de 52 minutes 2025.

## Récompenses et distinctions
- Chevalier de l'ordre national du Mérite en 2018[62].
- Prix du public du festival d'aventure de La Rochelle en 2012 pour le documentaire Nager au-delà des frontières.
- Prix du public du festival d'aventure de Val d'Isère en 2013 pour le documentaire Nager au-delà des frontières.
- Médaille d'honneur du gouvernement du Sinaï en Égypte en 2012.
- Médaille de la jeunesse, des sports et de l'engagement associatif, or en 2013.
- Médaille de l'Assemblée nationale en 2023.
- Médaille vermeil de la Société d'Encouragement au Progrès en 2024 (Dans la même promotion que le Prince Albert 2 de Monaco).
- Prix Initiatives Associations du meilleur projet pour Les Trésors du temps - Concours interrégional de la Banque Populaire en 2014.
- Citoyen d'honneur des villes de Joigny et de Migennes (89).